# Nicefor (asociat)
Nicefor a fost un principe bizantin, fiul lui Artabasdus, numit co-împărat în 742. În 743 a fost forțat, împreună cu tatăl său, să se retragă în Mănăstirea Chora.